# Júlio Neves
Júlio José Franco Neves (1932) é um arquiteto de São Paulo, formado pela Faculdade de Arquitetura e Urbanismo da Universidade Presbiteriana Mackenzie.
Foi presidente do IAB (Instituto dos Arquitetos do Brasil) e da ASBEA (Associação Brasileira dos Escritórios de Arquitetura). Foi presidente do MASP (Museu de Arte de São Paulo) durante 14 anos.

## Operação urbana Faria Lima
Julio Neves desenvolveu projetos polêmicos, como a operação urbana Faria Lima. A operação promoveu o prolongamento da Avenida Brigadeiro Faria Lima, uma das principais avenidas da capital de São Paulo, com a Avenida Nova Faria Lima.
Em 1986, contratado pela administração de Jânio Quadros, Julio Neves apresenta o projeto intitulado Boulevard Zona Sul, uma solução viária para desafogar o trânsito do setor sudoeste da cidade e a valorização imobiliária da região. O projeto previa demolição e reurbanização de quadras inteiras em Pinheiros, Itaim e Vila Olímpia para dar passagem à avenida que interligaria a Avenida Brigadeiro Faria Lima e a Avenida Engenheiro Luís Carlos Berrini.  
O projeto ficou parado na gestão de Luiza Erundina.
Na gestão de Paulo Maluf, o projeto ressurge sob forma de operação urbana, sendo feito ajustes de acordo com as demandas dos moradores.
Os bairros Vila Funchal e Vila Olímpia que abrigam diversos escritórios, bares e casas noturnas, sofreram crescimento rápido e não planejado, passando a suportar uma infra-estrutura maior que a prevista.
Nesta ocasião, o projeto foi contestado por parte da população dos bairros envolvidos.

## MASP
Júlio Neves dirigiu o MASP durante 14 anos, eleito pela primeira vez em 1994, repetindo os mandatos bienais. Em 2008 deixou a presidência do MASP, que passou a ser presidido pelo advogado João da Cruz Vicente de Azevedo substituído mais tarde pela colecionadora de arte Beatriz Pimenta Camargo.

## Anexo do MASP
Em 2010 foi aprovado o projeto para expansão do Museu de Arte de São Paulo em terreno contíguo. Este projeto envolve a reforma do edifício Dumont-Adams. O projeto propõe uma nova fachada para o edifício, que será envolto por uma "cortina de vidro" espelhada, como os edifícios de escritórios construídos no entorno.